# Cassiterita
Cassiterita (português brasileiro) ou cassiterite (português europeu) é um dióxido natural e principal minério de estanho (SnO2), ocorrendo na forma de cristais tetragonais. O nome provém do grego kassíteros (estanho) pelo latim cassitĕru- e francês cassitérite. Ocorre junto do quartzo, tealita, estanita, topázio, fluorita, volframita, turmalina, scheelita, lepidolita, zinualdita, arsenopirita, bismuto, molibdenita, feldspato, cilindrita e muscovita em filões de alta temperatura, granitos, granitos de albita, pegmatitos, greisens, elúvios, colúvios, alúvios, pláceres e cascalho e raramente em depósitos de metamorfismo de contato. Pode resultar às vezes da meteorização da estanita e tealita e aparece em pseudomorfose de hematita e ortoclásio.

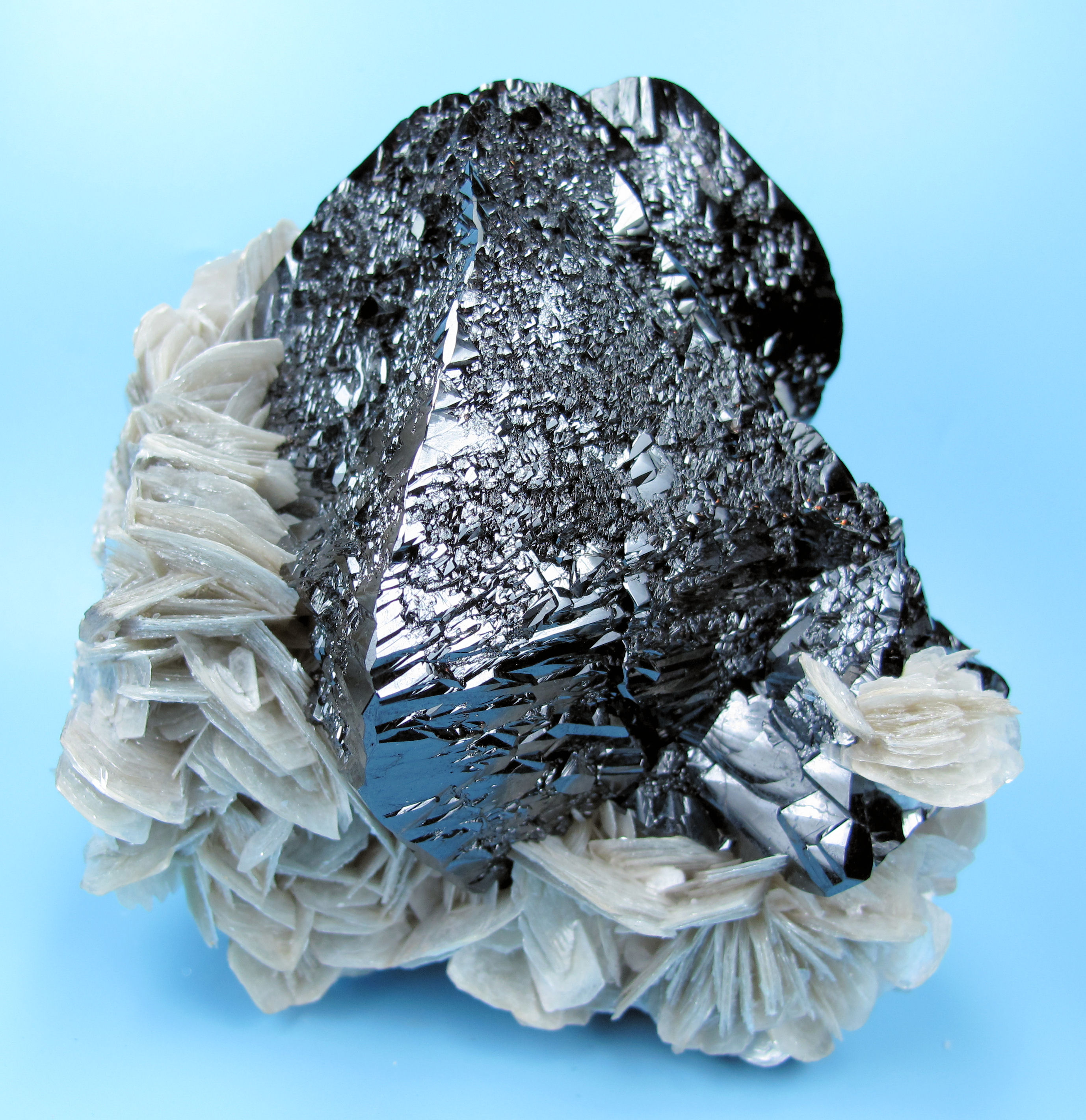
Cassiterita com muscovita

A cassiterita tem peso específico entre 6,98 g/cm3 e 7,01 g/cm3 e dureza entre 6 e 7 na escala de Mohs. Não é solúvel em água, HCI e higroscopia, não é radioativo ou magnético, não tem sabor nem deliquescência. Sua clivagem ocorre em duas direções, uma imperfeita e outra indistinta, e sua fratura é irregular e subconcoidal. Sua classe cristalográfica é a bipiramidal ditetragonal e sua partição fica em {111} ou {011}. Aparece granular ou maciço e em crostas fibrosas radiais botroidais e massas concrecionárias e pode formar agregados ou massas informes e seixos rolados. Os cristais são prismáticos curtos a longos e terminados em formas piramidais. Comumente com geminações cíclicas {011}, faz geminados configurados em cotovelo como o rutilo. Sua birrefringência está entre 0,090-0,103 e é tida como extrema. Seu lustre é adamantino, metálico ou gorduroso e seu traço é branco, marrom claro e cinza pálido. Sua diafaneidade é opaca ou transparente.
Dentre os produtores de estanho de cassiterita no mundo estão os Estados Unidos da América, Bolívia, Brasil (sobretudo Rondônia e Amazonas), Portugal (sobretudo Neves Corvo e Panasqueira), Indonésia, Malásia, Tailândia e Rússia. No passado, expressiva produção provinha das minas da Cornualha, na Inglaterra.

## Garimpo ilegal
A cassiteria é um dos minérios extraídos por operações de garimpo ilegal no Brasil, com registro de exportação de mais de 700 toneladas do minério ilegalmente no estado de Roraima entre os anos de 2021 e 2022.